# Хайнрих IV (Насау-Байлщайн)
Вижте пояснителната страница за други личности с името Хайнрих IV.
Хайнрих IV фон Насау-Байлщайн (на немски: Heinrich IV von Nassau-Beilstein; * 1448/1449, Байлщайн;† 26 май 1499, Байлщайн) от Дом Насау, е граф на Насау-Байлщайн от юли или август 1473 до 1499 г. Като офицер на различни князе той участва в множество битки.

## Живот
Той е син на граф Йохан I († 1473) и втората му съпруга Йохана фон Гемен († ок. 1451). По-големият му полубрат Филип е убит в битка през 1446 г.
След смъртта на баща му през 1473 г. Хайнрих IV го наследява. Първо управлява с чичо си Хайнрих III († 12 септември 1477) от линията Либеншайд, който го определя за негов наследник. Така той от 1477 г. е граф на цялото графство. Той наследява и брата на майка му, Хайнрих IV фон Гемен (1420 – 1492), който през 1467 г. му предава господството Гемен.

## Фамилия
Хайнрих IV се жени ок. 1457 г. за графиня Ева фон Сайн (1455 – 1525), дъщеря на граф Герхард II фон Сайн (1417 – 1493) и Елизабет фон Зирк (1435 – 1489). Те имат 21 деца, от които десет са известни:
- Йохан II (* пр. 1492; † 1513), граф на Насау-Байлщайн
- Герхард († 1506), монах във Фулда
- Бернхард († 1556) граф на Насау-Байлщайн в Либеншайд
- Райнхард, fl. 1502
- Лудвиг, архидякон във Фулда, fl. 1509 – 15
- Ото (* 1485, † млад)
- Ева († 1575), омъжена 5 юли 1508 за граф Николаус IV фон Текленбург († 1541)
- Маргарета († 1531), абатиса в Торн (1502 – 22)
- Ирмгард, монахиня в Бон (1499 – 1518)
- Елизабет († 1532), монахиня в Бон